# Кільцевий (блокпост)
Кільцеви́й — залізничний блокпост Луганської дирекції Донецької залізниці.
Розташований на північному сході Дебальцевого, Дебальцівська міська рада, Донецької області на лінії Імені Крючкова О.М. — Чорнухине між станціями Імені Крючкова О.М. (3 км) та Чорнухине (6 км). Фактично є дублюючим об'їздом довкола Дебальцевого на напрямку північ-південь. Також є відгалуження на схід у напрямку Депрерадівки (2 км).
Через військову агресію Росії на сході Україні транспортне сполучення припинене.